# Prochód
Prochód (ukr. Прохід) – wieś na Ukrainie w rejonie kowelskim, w obwodzie wołyńskim. W II Rzeczypospolitej miejscowość wchodziła w skład gminy wiejskiej Górniki w powiecie kowelskim województwa wołyńskiego. W niewielkiej odległości na wschód od wsi znajduje się chutor Łohoneckie. Przez Prochód przebiega europejska trasa E85.
Do 2020 w rejonie ratnieńskim.